# John Kerr, Baron Kerr of Kinlochard

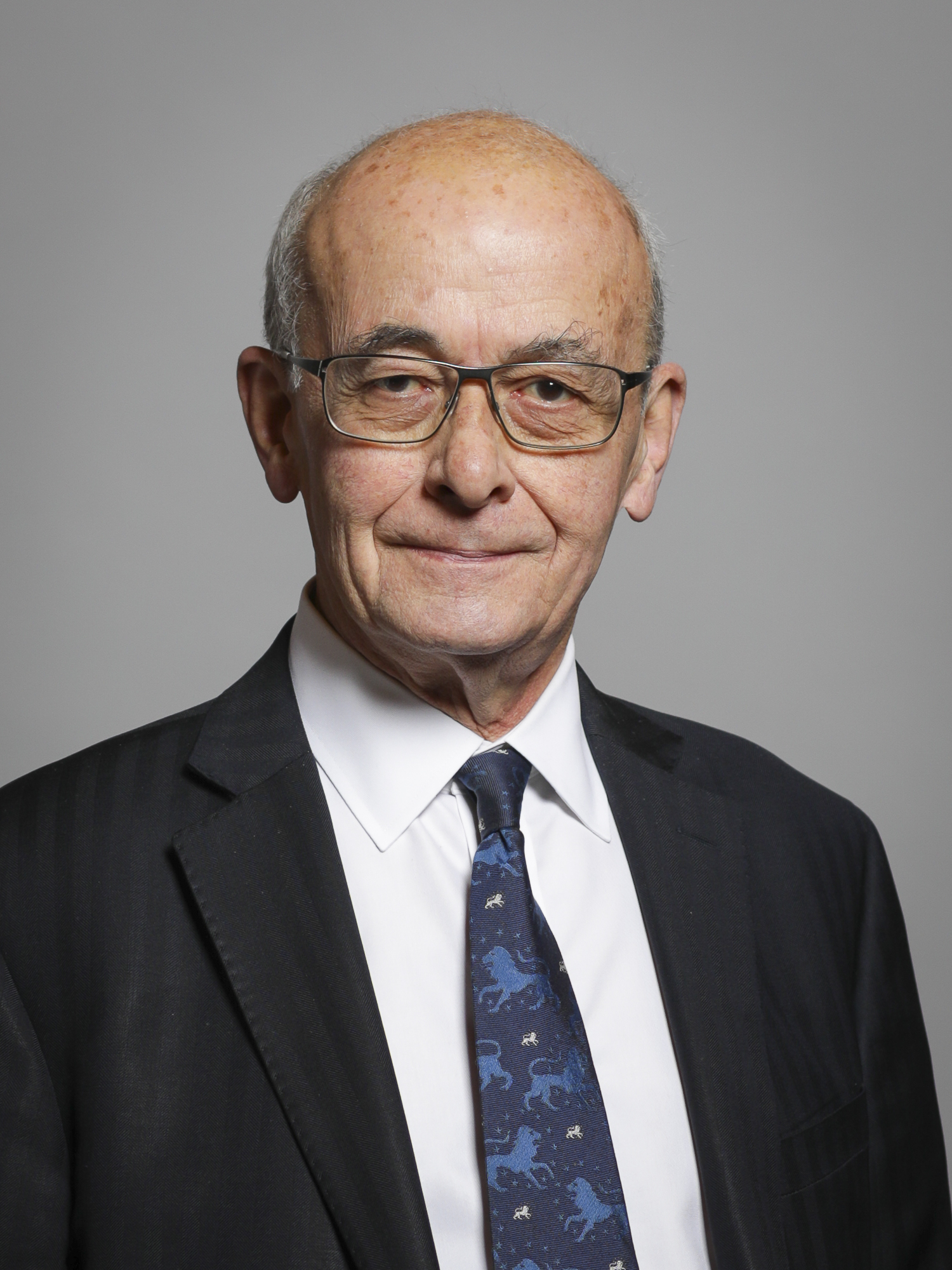
John Kerr, Baron Kerr of Kinlochard

John Olav Kerr, Baron Kerr of Kinlochard GCMG (* 22. Februar 1942 in Grantown-on-Spey, Moray, Schottland) ist ein britischer Diplomat und Politiker, der unter anderem Ständiger Vertreter bei der Europäischen Union sowie Botschafter in den USA war und seit 2004 als Life Peer Mitglied des House of Lords ist.

## Leben

### Diplomatische Laufbahn und Aufstieg zum Botschafter
Nach Besuch der Glasgow Academy und Studium der Geschichtswissenschaften am Pembroke College der University of Oxford, das er 1963 mit einem Bachelor of Arts (B.A. History) abschloss, trat Kerr 1966 in den auswärtigen Dienst und fand in den folgenden Jahren Verwendung im Foreign and Commonwealth Office (FCO) sowie an den Auslandsvertretungen in Moskau und Rawalpindi. Nach einem weiteren Einsatz im FCO und im Schatzamt (Treasury) war er zwischen 1981 und 1984 Erster Privatsekretär der damaligen Schatzkanzler Geoffrey Howe und Nigel Lawson. Nachdem er im Anschluss Leiter der Kanzlei an der Botschaft in den USA war, fungierte er von 1987 bis 1990 als Assistierender Unterstaatssekretär im Foreign and Commonwealth Office und wurde 1987 für seine bisherige Verdienste zum Companion des Order of St. Michael and St. George ernannt.
1990 erfolgte als Nachfolger von David Hannay seine Berufung zum Ständigen Vertreter Großbritanniens bei der Europäischen Union im Rang eines Botschafters. Dieses Amt bekleidete er bis zu seiner Ablösung durch Stephen Wall 1995 und wurde 1991 als Knight Commander des Order of St. Michael and St. George geadelt, wodurch er fortan den Namenszusatz „Sir“ führte. 1995 übernahm er in der Nachfolge von Robin Renwick, Baron Renwick of Clifton das Amt des Botschafters in den USA und übte diese Funktion bis zu seiner Ablösung durch Christopher Meyer 1997 aus. Danach war er von 1997 bis 2002 als Nachfolger von John Coles Ständiger Unterstaatssekretär des FCO und zugleich Leiter des auswärtigen Dienstes. 2001 wurde er zum Knight Grand Cross des Order of St. Michael and St. George erhoben. 2002 folgte ihm Michael Jay als Ständiger Unterstaatssekretär des FCO und Leiter des auswärtigen Dienstes.
Im Anschluss war er von 2002 bis 2003 Generalsekretär des Europäischen Konvents. Neben seiner diplomatischen Tätigkeit war Kerr von 1997 bis 2010 Trustee des Rhodes-Trust sowie von 2002 bis 2010 der National Gallery in London. Des Weiteren gehörte er zwischen 2002 und 2005 dem Vorstand von Shell Transport and Trading Co an sowie seit 2002 der Scottish American Investment Company und seit 2003 der Rio Tinto Group.

### Oberhausmitglied und Funktionen in der Privatwirtschaft
Durch ein Letters Patent vom 30. Juni 2004 wurde Kerr als Baron Kerr of Kinlochard, of Kinlochard in Perth and Kinross, zum Life Peer erhoben. Kurz darauf erfolgte seine Einführung (Introduction) als Mitglied des House of Lords. Im Oberhaus gehört er zu der Gruppe der sogenannten Crossbencher.
In der Folgezeit war Lord Kerr, der zwischen 2005 und 2012 stellvertretender Vorstandsvorsitzender der Royal Dutch Shell plc war, von 2004 bis 2009 Trustee der Fulbright-Kommission und ist seit 2005 Trustee des Carnegie-Trust. Darüber hinaus fungierte er zwischen 2005 und 2011 als Vorsitzender des Imperial College London sowie von 2006 bis 2010 als Mitglied des Oberhausausschusses für die Europäische Union.
Seit 2008 ist er ferner Vorsitzender des Centre for European Reform und seit 2012 stellvertretender Vorstandsvorsitzender von ScottishPower, nachdem er seit 2009 bereits Vorstandsmitglied dieser Energieversorgungsgesellschaft war.
Seit 2005 nahm er zunächst als Repräsentant des Mineralölkonzerns Shell an jeder der jährlich stattfindenden Bilderberg-Konferenzen teil und war eine Zeit lang Mitglied des Steuerungsausschusses.
Im November 2016 erregte er Aufsehen, als er die Unterstützer der Brexit Kampagne des Schürens von Fremdenfeindlichkeit bezichtigte und sich für Zuwanderung aussprach:

“We native Brits are so bloody stupid that we need an injection of intelligent people, young people from outside who come in and wake us up from time to time.”

„Wir eingeborenen Briten sind so furchtbar dämlich, dass wir eine Auffrischung mit intelligenten, jungen Leuten von Ausserhalb brauchen, die herkommen und uns von Zeit zu Zeit aufwecken“